# (18567) Segenthau
(18567) Segenthau (1997 SS4) – planetoida z pasa głównego asteroid okrążająca Słońce w ciągu 4,63 lat w średniej odległości 2,78 j.a. Odkryta 27 września 1997 roku.